# Jerzy Juszczak
Jerzy Ferdynand Juszczak (ur. 14 sierpnia 1928 we Lwowie, zm. 13 czerwca 2020 we Wrocławiu) – polski zootechnik, specjalizujący się w hodowli i chowie bydła, metody doskonalenia bydła, wieloletni nauczyciel akademicki i rektor Akademii Rolniczej we Wrocławiu w latach 1986–1990.

## Życiorys
Po zakończeniu II wojny światowej przeniósł się do Wrocławia, gdzie studiował na Wydziale Rolniczym Uniwersytetu i Politechniki, które ukończył w 1950 roku. Po ich ukończeniu podjął pracę na powstającej Wyższej Szkole Rolniczej. Na uczelni tej uzyskał kolejno stopnie naukowe doktora i doktora habilitowanego, a w 1972 roku tytuł naukowy profesora.
Pełnił wiele ważnych funkcji na macierzystej uczelni, między innymi w latach 1965–1972 był prodziekanem, a następnie dziekanem Wydziału Zootechnicznego. W 1986 roku wybrano go na rektora wrocławskiej Akademii Rolniczej, które to stanowisko zajmował do końca kadencji w 1990 roku. Należał do twórców szkoły nauki hodowli bydła. Aktywnie współpracował z ośrodkami naukowymi w Niemczech, Czechach i Słowacji. Otrzymał tytuł doktora honoris causa Uniwersytetu w Rostocku. Był autorem 114 rozpraw naukowych i redaktorem oraz współautorem podręcznika Hodowla bydła z 1987 roku.
W 1998 został odznaczony Krzyżem Komandorskim Orderu Odrodzenia Polski, ponadto był odznaczony medalem "Za Zasługi dla Akademii Rolniczej we Wrocławiu",
Medalem Komisji Edukacji Narodowej, Krzyżem Kawalerskim i Oficerskim Orderu Odrodzenia Polski i Medalem V Wydziału PAN im. Juliana Oczapowskiego.